# Kirkehavn
Kirkehavn of Kirkehamn is een klein dorp op het eiland Hidra in het zuiden van Noorwegen. Tot 1965 was het de hoofdplaats van de gemeente Hidra, die in dat jaar opging in de gemeente Flekkefjord. In het dorp staat de parochiekerk voor het eiland. Het houten gebouw uit 1854 biedt ruimte aan ruim 500 mensen. 